# Cyrtodactylus phongnhakebangensis
Cyrtodactylus phongnhakebangensis is een hagedis die behoort tot de gekko's en de familie Gekkonidae.

## Naam en indeling
De wetenschappelijke naam van de soort werd voor het eerst voorgesteld door Thomas Ziegler, Herbert Rösler, Hans-Werner Herrmann en Vu Ngoc Thanh in 2003. De soortaanduiding phongnhakebangensis betekent vrij vertaald 'wonend in Phong Nha-Kẻ Bàng' en verwijst naar de typelocatie.

## Uiterlijke kenmerken
De hagedis bereikt een lichaamslengte tot ongeveer 9,6 centimeter exclusief de staart. Het lichaam is relatief dun en heeft elf tot twintig rijen kleine bultjes in de lengte van de rugzijde. De lichaamskleur is bruin tot grijsbruin, aan de bovenzijde zijn vier donkere, lichtomzoomde banden aanwezig die niet doorlopen op de flanken. Achter de kop is een donkere V tot U- vormige vlek aanwezig. De staart is donker gebandeerd, deze kan soms lichter tot geel van kleur zijn.

## Levenswijze
Het is een klimmende soort, de gekko wordt vaak gevonden op een hoogte van ongeveer 1,5 tot vier meter boven de bosbodem. Op het menu staan ongewervelde dieren zoals insecten maar ook spinnen en pissebedden worden buitgemaakt. De vrouwtjes zetten eieren af, dit zijn er altijd twee per legsel. De eieren hebben een lengte van iets meer dan 7 millimeter.

## Verspreiding en habitat
De gekko is beschreven door Duitse wetenschappers in Vietnam, in het Nationaal park Phong Nha-Kẻ Bàng. Buiten Vietnam is de soort niet aangetroffen, de hagedis is hier endemisch. De habitat bestaat uit vochtige tropische en subtropische laaglandbossen en rotsige omgevingen. De soort is aangetroffen op een hoogte van ongeveer 50 tot 100 meter boven zeeniveau.

## Beschermingsstatus
Door de internationale natuurbeschermingsorganisatie IUCN is de beschermingsstatus 'veilig' toegewezen (Least Concern of LC).